# Dobosd
Dobosd románul: Dubești, falu Romániában, a Bánságban, Temes megyében.

## Fekvése
Lugostól északkeletre fekvő település.

## Története
Dobosd nevét 1514-1516 között említette először oklevél Dubesth néven. 1717-ben Dubesche, 1808-ban Dubest, Dubesti, 1888-ban Dubest, 1913-ban Dobosd néven volt említve.
1851-ben Fényes Elek írta a településről: „Dubesty, Krassó vármegyében, 4 katholikus, 607 óhitű lakossal, anyatemplommal, sok urasági legelővel. Földesura a kamara.”
A Révai lexikon pedig így írt Dobosról: „Dubest. Bánátbéli elegyes oláh falu Krassó Vármegyében, földes ura a Királyi Kamara, lakosai katolikusok, és ó hitűek, fekszik Bults, és Fasetnek szomszédságokban, határa jó termékenységű.”
A trianoni békeszerződés előtt Krassó-Szörény vármegye Marosi járásához tartozott.
1910-ben 1054 lakosából 1044 román, 10 magyar volt. Ebből 1041 görög keleti ortodox volt.

## Nevezetességek
Szent Demeternek szentelt 17. századi fatemploma, 18. századi falfestményekkel a romániai műemlékek jegyzékében a TM-II-m-A-06220 sorszámon található.